# Rho Orionis
Rho Orionis (17 Orionis) é uma estrela na direção da constelação de Orion. Possui uma ascensão reta de 05h 13m 17.48s e uma declinação de +02° 51′ 40.5″. Sua magnitude aparente é igual a 4.46. Considerando sua distância de 344 anos-luz em relação à Terra, sua magnitude absoluta é igual a −2.86. Pertence à classe espectral K3III....